# Mihail Andrejevič Škapski
Mihail Andrejevič Škapski (rusko Михаил Андреевич Шкапский), ruski general, * 1754, † 1815.
Bil je eden izmed pomembnejših generalov, ki so se borili med Napoleonovo invazijo na Rusijo; posledično je bil njegov portret dodan v Vojaško galerijo Zimskega dvorca.

## Življenje
1. septembra 1769 je kot napaden vojak vstopil v konjeniški skvadron Moskovske legije, nato pa je bil 22. marca 1770 premeščen v Sibirski dragonski polk; 4. avgusta istega leta je bil povišan v vodnika.
V kampanji leta 1773-74 je sodeloval v zatrtju upora Pugačeva, nato pa je bil maja 1776 premeščen v Kabardijanski pehotni polk, s katerim se je bojeval proti upornikom na Kubanu. 21. aprila 1778 je bil povišan v zastavnika. 1. marca 1784 je bil kot stotnik premeščen v Vladimirski pehotni polk, s katerim se je udeležil bojev proti Turkom na Kavkazu v letih 1787-91. Bojev proti poljskim upornikom v letih 1792 ter 1794 se je udeležil v sestavi Nižni-novgorodskega pehotnega polka. Leta 1799 se je udeležil italijansko-švicarske kampanje; v bojih je bil ranjen ter za zasluge povišan v podpolkovnika. 
23. aprila 1806 je bil povišan v polkovnika zaradi izkazanega poguma med bitko pri Austerlitzu. 27. januarja 1808 je bil imenovan za poveljnika Oskolskega mušketirskega polka, s katerim se je udeležil bojev proti Turkom v letih 1809-11. 18. julija 1811 je bil povišan v generalmajorja. Sodeloval je med patriotsko vojno ter se odlikoval v več bitkah. 
Po vojni je bil imenovan za poveljnika 2. brigade 22. pehotne divizije. Leta 1815 je sodeloval v drugi kampanji proti Franciji; po kampanji je zbolel in umrl.